# Diana King
Diana King (n. 8 noiembrie 1970) este o cântăreață și compozitoare jamaicană de muzică R&B și reggae fusion.

## Discografie

### Albume
| An   | Album                | Poziții          | Poziții | Poziții   | Poziții        | Poziții | Poziții | Certificări             |
| An   | Album                | US Billboard 200 | US R&B  | US Reggae | US Heatseekers | JPN     | UK      | Certificări             |
| ---- | -------------------- | ---------------- | ------- | --------- | -------------- | ------- | ------- | ----------------------- |
| 1995 | Tougher Than Love    | 179              | 85      | 1         | 6              | 5       | 50      | - JPN: 3× Platinum+Gold |
| 1997 | Think Like a Girl    | —                | —       | 1         | —              | 7       | —       | - JPN: Platinum         |
| 2002 | Respect              | —                | —       | —         | —              | 30      | —       |                         |
| 2010 | Warrior Gurl (Japan) | —                | —       | —         | —              | —       | —       |                         |
| 2011 | AgirLnaMeKING        | —                | —       | —         | —              | —       | —       |                         |

### Albume Live/Compilații
| An   | Album                                     | Poziții în topuri |
| An   | Album                                     | JPN               |
| ---- | ----------------------------------------- | ----------------- |
| 1996 | Tougher and Live (Japan)                  | —                 |
| 1998 | Remix Kingdom (Japan)                     | 24                |
| 2002 | The Best of Diana King (Japan)            | 78                |
| 2005 | Essentials: I Say a Little Prayer (Japan) | —                 |

### Single-uri
| An   | Titlu                                      | Album                           | Poziții în topuri    | Poziții în topuri | Poziții în topuri | Poziții în topuri | Poziții în topuri | Poziții în topuri |
| An   | Titlu                                      | Album                           | US Billboard Hot 100 | US R&B            | US Dance          | US Dance sales    | UK Singles Chart  | AUS               |
| ---- | ------------------------------------------ | ------------------------------- | -------------------- | ----------------- | ----------------- | ----------------- | ----------------- | ----------------- |
| 1993 | "Stir It Up"                               | Cool Runnings (Soundtrack)      | —                    | 53                | —                 | —                 | —                 | —                 |
| 1993 | "Shy Guy"                                  | Tougher Than Love               | 13                   | 21                | 21                | 20                | 2                 | 3                 |
| 1995 | "Love Triangle"                            | Tougher Than Love               | —                    | 85                | —                 | —                 | —                 | —                 |
| 1995 | "Ain't Nobody"                             | Tougher Than Love               | 94                   | 63                | 4                 | —                 | 13                | 11                |
| 1997 | "I Say a Little Prayer"                    | Think Like a Girl               | 38                   | 68                | 8                 | 5                 | 17                | 6                 |
| 1997 | "L-L-Lies"                                 | Think Like a Girl               | 71                   | 67                | —                 | —                 | —                 | —                 |
| 1997 | "Find My Way Back"                         | Think Like a Girl               | —                    | —                 | —                 | —                 | —                 | —                 |
| 1997 | "When We Were Kings" (with Brian McKnight) | When We Were Kings (Soundtrack) | —                    | —                 | —                 | —                 | —                 | —                 |
| 2002 | "Summer Breezin'"                          | Respect                         | —                    | —                 | —                 | —                 | —                 | —                 |
| 2011 | "Closer"                                   | Warrior Gurl / AgirLnaMeKING    | —                    | —                 | —                 | —                 | —                 | —                 |
| 2012 | "Jeanz N T-Shirt"                          | Warrior Gurl / AgirLnaMeKING    | —                    | —                 | —                 | —                 | —                 | —                 |
| 2012 | "Yu Dun Kno"                               | Warrior Gurl / AgirLnaMeKING    | —                    | —                 | —                 | —                 | —                 | —                 |

## Viața personală
În 2012, Diana a mărtusisit pe Facebook că este lesbiană.